# Fullåkersbygd

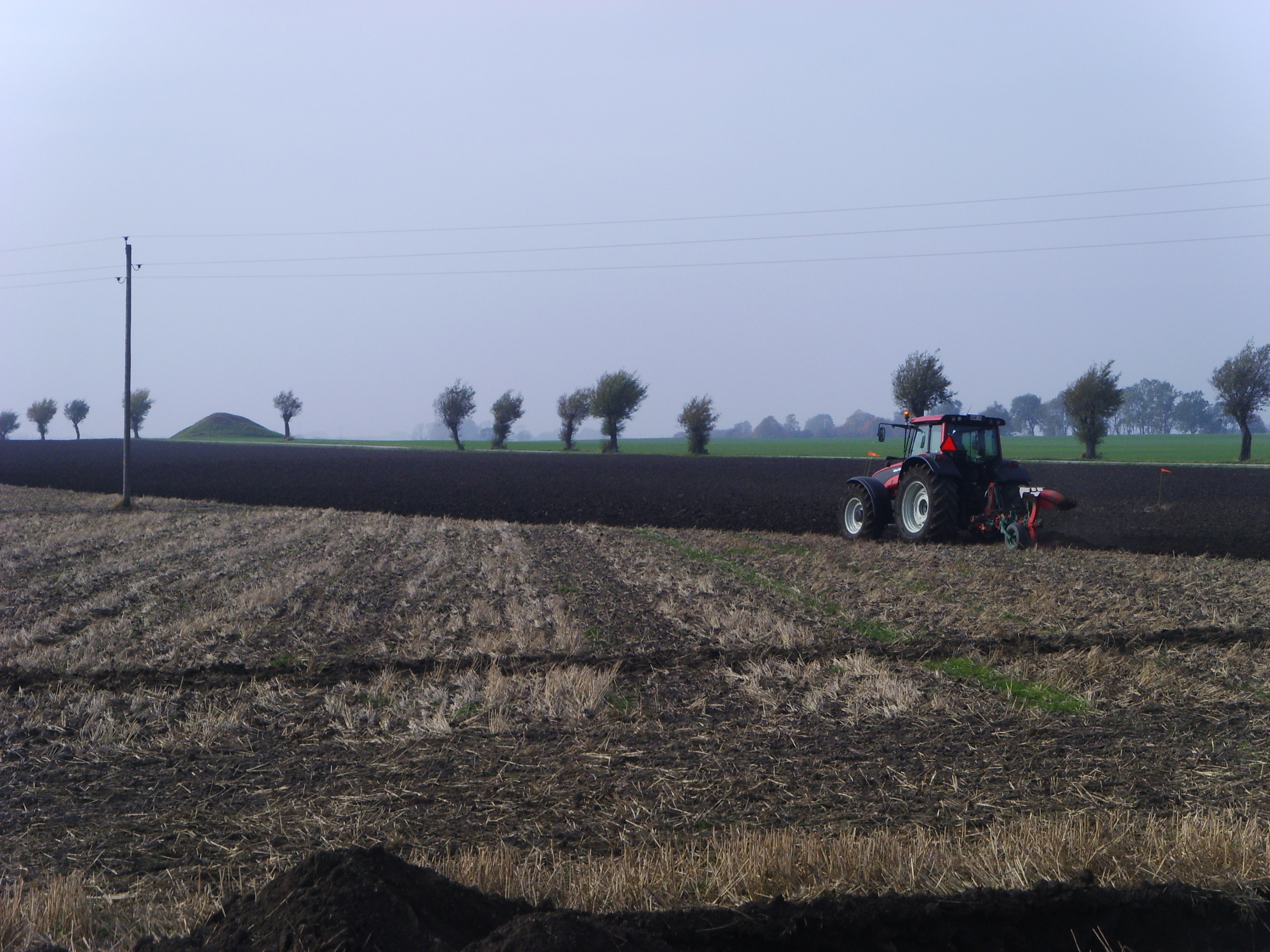
Exempel på fullåkersbygd från Hanehög i Skåne.

En fullåkersbygd är ett slättområde där odling helt präglats av spannmålsodling. Sveriges främsta jordbruksbygder var fullåkersbygder redan under 1700-talet, men i stor utsträckning har fullåkersbygder uppstått genom modern landskapsrationalisering.